# Одеон

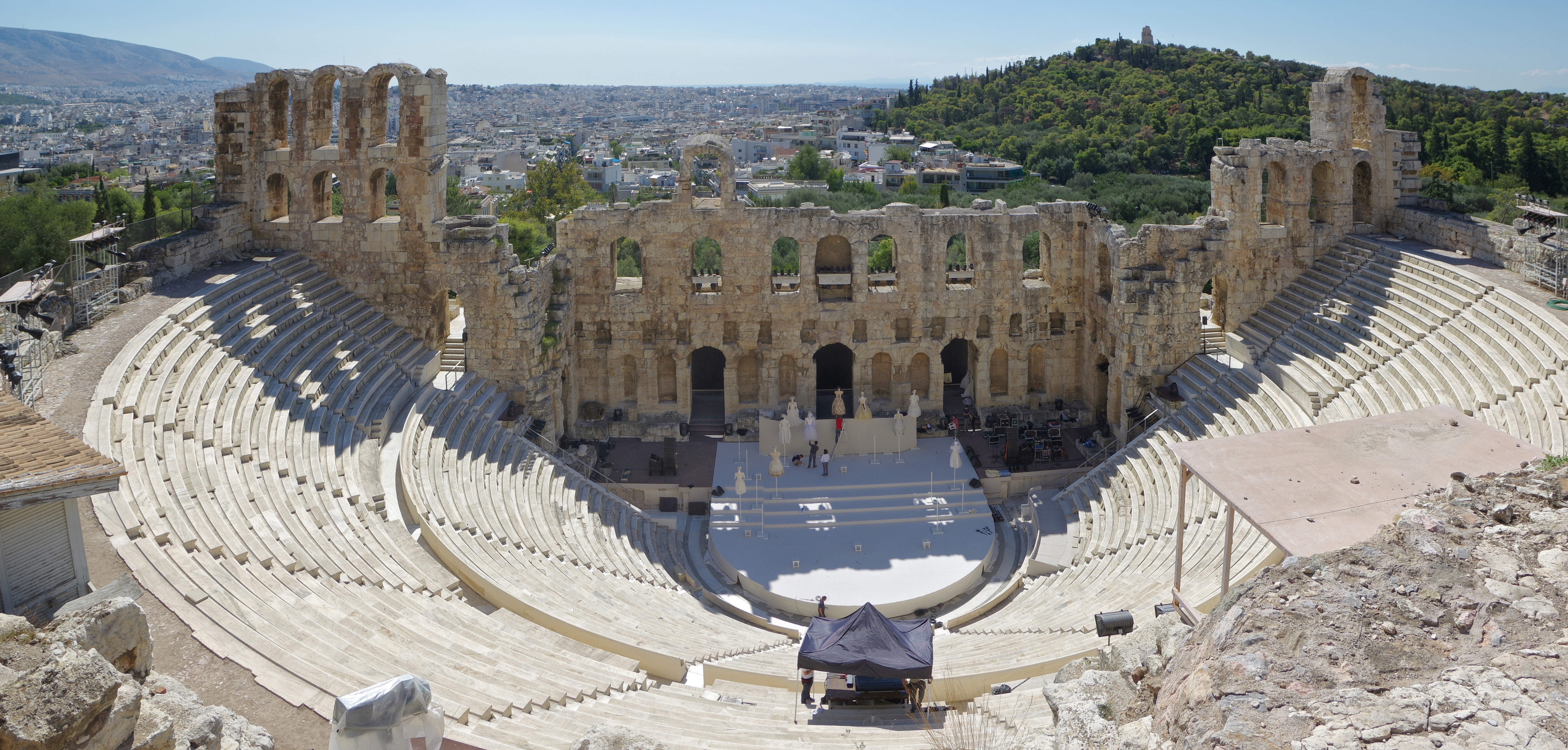
Одеон Герода Аттического в Афинах

Одео́н (др.-греч. Ὠιδεῖον или др.-греч. ᾠδεῖον) — здание для проведения певческих и музыкальных состязаний, построенное в Афинах при Перикле. Впоследствии использовалось для различных общественных целей.
Позже слово одеон стало нарицательным и обозначало подобные постройки в Древней Греции и Древнем Риме.
В новое время это название связано, главным образом, со знаменитым парижским театром «Одеон», а также с популярным лондонским концертным залом — Hammersmith Odeon.

## Список античных одеонов
- Одеон Герода Аттического в Афинах
- Одеон в Тавромении
- Одеон в Эфесе
- Одеон Перикла в Афинах
- Одеон в Гортине (Крит)
- Одеон Домициана в Риме
- Одеон в Кибире